# فاطمه عبدالرحیم
فاطمه عبدالرحیم (عربی: فاطمة عبد الرحيم؛ زادهٔ ۱۵ اکتبر ۱۹۷۵) هنرپیشه اهل بحرین است.
از فیلم‌ها یا برنامه‌های تلویزیونی که وی در آن نقش داشته‌است می‌توان به یک داستان بحرینی اشاره کرد.